# Bảng chữ cái Thái
Bảng chữ cái Thái (tiếng Thái: อักษรไทย; RTGS: akson thai; [ʔàksɔ̌ːn tʰāj], đọc là ặc-xỏn Thay) hay chữ Thái (Quốc tự Thái) là bảng chữ cái chính thức dùng cho viết tiếng Thái, tiếng Nam Thái và các ngôn ngữ khác ở Vương quốc Thái Lan.
Bảng chữ luật định, với ngôn ngữ nền tảng và kế thừa chữ viết của Quốc ngữ của Thái Lan là tiếng Thái phương ngữ của đồng bằng miền Trung, hay tiếng Thái Bangkok.
Bảng có 44 ký tự phụ âm (tiếng Thái: พยัญชนะ, phayanchana), 15 ký tự nguyên âm (tiếng Thái: สระ, sara) kết hợp thành ít nhất 28 nguyên âm hình thức, và 4 dấu giọng (tiếng Thái: วรรณยุกต์ hoặc วรรณยุต, wannayuk hoặc wannayut).
Mặc dù thường được gọi là "bảng chữ cái tiếng Thái", trong thực tế đó không phải là một bảng chữ cái đúng nghĩa mà là một abugida, một hệ thống chữ viết, trong đó mỗi phụ âm có thể gọi một nguyên âm cố hữu. Trong trường hợp chữ Thái điều này bao hàm 'a' hoặc 'o'.
Người Thái đã có hệ chữ số riêng dựa trên hệ chữ số Hindu-Arabic (tiếng Thái: เลขไทย, lek thai), song hệ chữ số Ả Rập chuẩn (tiếng Thái: เลขฮินดูอารบิก, lek hindu arabik) cũng thường được sử dụng phổ biến.
Bên cạnh đó Hệ thống Chuyển tự tiếng Thái Hoàng gia (viết tắt RTGS) là hệ thống chuyển tự tiếng Thái sang ký tự Latinh chính thức được Chính phủ Thái quy định, sử dụng để ghi tiếng Thái trong các văn bản bằng ký tự Latinh, như báo chí hay bảng tên.

## Lịch sử

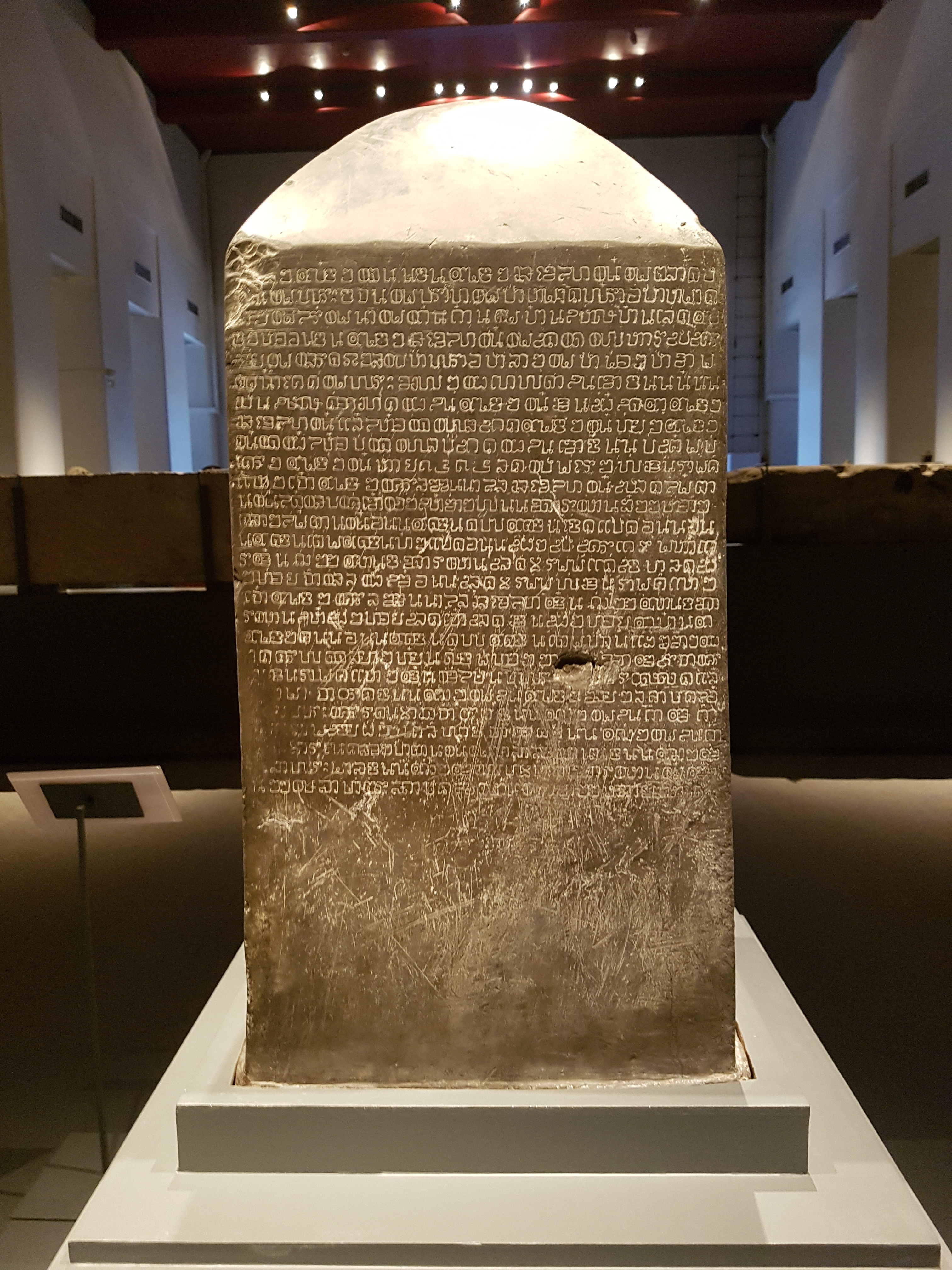
Chữ viết trên bia đá của vua Ram Khamhaeng, chụp ở Bảo tàng Lịch sử quốc gia Băng Cốc

Xưa nay, nhiều người chưa xác định được cụ thể thời điểm xuất hiện của chữ Thái. Chữ Thái cổ xưa nhất chính là chữ của dân tộc Thái Đen ngày nay. Người ta chưa thể xác định rõ chữ Thái Đen ra đời từ khi nào, tuy nhiên người ta đã biết đến các cuốn sách ghi chép từ thế kỷ XI, do đó có thể chữ Thái Đen đã ra đời từ trước đó khá lâu.
Bảng chữ cái tiếng Thái bắt nguồn từ chữ Khmer cổ (tiếng Thái: อักษรขอม, akson khom), một kiểu chữ Brahmi miền nam vốn ra đời từ chữ Pallava miền nam Ấn Độ (tiếng Thái: ปัลลวะ). Chữ Thái được hình thành từ nét cong từ bộ chữ của người Thái đen kết hợp với nét thẳng từ bộ chữ Tamil (Ấn Độ); kết quả cho ra bảng chữ cái tiếng Thái được dùng phổ biến ngày nay.
Tiếng Thái được coi là ngôn ngữ đầu tiên trên thế giới dùng dấu giọng để thể hiện thanh điệu, thứ vốn không có trong ngữ hệ Nam Á và ngữ hệ Ấn-Arya. Tiếng Trung và các ngôn ngữ khác trong ngữ hệ Hán-Tạng tuy có thanh điệu trong hệ thống phát âm nhưng các thứ tiếng này cũng không dùng dấu thanh. Vậy nên, sự phát triển của dấu trong tiếng Thái sau này đã có ít nhiều ảnh hưởng đến các ngôn ngữ trong ngữ chi Thái và ngữ tộc Tạng-Miến vùng đất liền Đông Nam Á.
Lịch sử Thái Lan ghi nhận vua Ram Khamhaeng (tiếng Thái: พ่อขุนรามคำแหงมหาราช) là người có công sáng tạo và đóng góp trong việc hình thành bộ chữ Thái năm 1283. Tuy vậy, thông tin này vẫn còn đang tranh cãi.

## Bảng chữ cái chi tiết

### Bảng chữ cái
| Ký tự | Tên gọi    | Tên gọi                | Tên gọi                    | RTGS       | RTGS        | IPA        | IPA         | Lớp   | Ghi chú       |
| Ký tự | Tiếng Thái | RTGS                   | Ý nghĩa                    | Phụ âm đầu | Phụ âm cuối | Phụ âm đầu | Phụ âm cuối | Lớp   | Ghi chú       |
| --- | ---------- | ---------------------- | -------------------------- | ---------- | ----------- | ---------- | ----------- | ----- | ------------- |
| ก | ก ไก่       | ko kày                 | con gà                     | k          | k           | [k]        | [k̚]         | trung |               |
| ข | ข ไข่       | khỏ khày               | quả trứng                  | kh         | k           | [kʰ]       | [k̚]         | cao   |               |
| ฃ | ฃ ขวด      | khỏ khuột              | cái chai, lọ               | kh         | k           | [kʰ]       | [k̚]         | cao   | Đã bị lược bỏ |
| ค | ค ควาย     | kho khoai              | con trâu                   | kh         | k           | [kʰ]       | [k̚]         | thấp  |               |
| ฅ | ฅ คน       | kho khôn               | con người                  | kh         | k           | [kʰ]       | [k̚]         | thấp  | Đã bị lược bỏ |
| ฆ | ฆ ระฆัง     | kho rá-khang           | cái chuông                 | kh         | k           | [kʰ]       | [k̚]         | thấp  |               |
| ง | ง งู        | ngo ngu                | con rắn                    | ng         | ng          | [ŋ]        | [ŋ]         | thấp  |               |
| จ | จ จาน      | cho chan               | cái đĩa                    | ch         | t           | [tɕ]       | [t̚]         | trung |               |
| ฉ | ฉ ฉิ่ง       | chỏ chình              | cái chũm chọe              | ch         | –           | [tɕʰ]      | –           | cao   |               |
| ช | ช ช้าง      | cho cháng              | con voi                    | ch         | t           | [tɕʰ]      | [t̚]         | thấp  |               |
| ซ | ซ โซ่       | so sô                  | dây xích                   | s          | t           | [s]        | [t̚]         | thấp  |               |
| ฌ | ฌ เฌอ      | chò chơ                | cái cây                    | ch         | –           | [tɕʰ]      | –           | thấp  |               |
| ญ | ญ หญิง      | yo yỉng hoặc nyo nyỉnh | phụ nữ                     | y (ny)     | n           | [j]        | [n]         | thấp  |               |
| ฎ | ฎ ชฎา      | đo chá-đa              | mũ đội đầu chada           | d          | t           | [d]        | [t̚]         | trung |               |
| ฏ | ฏ ปฏัก      | to pá-tặc              | cái giáo, lao              | t          | t           | [t]        | [t̚]         | trung |               |
| ฐ | ฐ ฐาน      | thỏ thản               | cái bệ, đôn                | th         | t           | [tʰ]       | [t̚]         | cao   |               |
| ฑ | ฑ มณโฑ     | tho môn-thô            | nhân vật Montho (Ramayana) | th         | t           | [tʰ]       | [t̚]         | thấp  |               |
| ฒ | ฒ ผู้เฒ่า     | tho phu-thao           | người già                  | th         | t           | [tʰ]       | [t̚]         | thấp  |               |
| ณ | ณ เณร      | no nên                 | sa-di                      | n          | n           | [n]        | [n]         | thấp  |               |
| ด | ด เด็ก      | đo đệc                 | đứa trẻ                    | d          | t           | [d]        | [t̚]         | trung |               |
| ต | ต เต่า      | to-tàu                 | con rùa                    | t          | t           | [t]        | [t̚]         | trung |               |
| ถ | ถ ถุง       | thỏ thủng              | cái túi                    | th         | t           | [tʰ]       | [t̚]         | cao   |               |
| ท | ท ทหาร     | tho tháhan             | bộ đội                     | th         | t           | [tʰ]       | [t̚]         | thấp  |               |
| ธ | ธ ธง       | tho thoong             | lá cờ                      | th         | t           | [tʰ]       | [t̚]         | thấp  |               |
| น | น หนู       | no nủ                  | con chuột                  | n          | n           | [n]        | [n]         | thấp  |               |
| บ | บ ใบไม้     | bo bai mái             | cái lá                     | b          | p           | [b]        | [p̚]         | trung |               |
| ป | ป ปลา      | po pla                 | con cá                     | p          | p           | [p]        | [p̚]         | trung |               |
| ผ | ผ ผึ้ง       | phỏ phừng              | con ong                    | ph         | –           | [pʰ]       | –           | cao   |               |
| ฝ | ฝ ฝา       | fỏ fả                  | cái nắp, vung              | f          | –           | [f]        | –           | cao   |               |
| พ | พ พาน      | pho phan               | cái khay kiểu Thái         | ph         | p           | [pʰ]       | [p̚]         | thấp  |               |
| ฟ | ฟ ฟัน       | fo fằn                 | cái răng                   | f          | p           | [f]        | [p̚]         | thấp  |               |
| ภ | ภ สำเภา    | pho sằm-phao           | thuyền buồm                | ph         | p           | [pʰ]       | [p̚]         | thấp  |               |
| ม | ม ม้า       | mo má                  | con ngựa                   | m          | m           | [m]        | [m]         | thấp  |               |
| ย | ย ยักษ์      | yo yak                 | khổng lồ, dạ-xoa           | y          | – hoặc n    | [j]        | – hoặc [n]  | thấp  |               |
| ร | ร เรือ      | ro rưa                 | cái thuyền (nói chung)     | r          | n           | [r]        | [n]         | thấp  |               |
| ล | ล ลิง       | lo ling                | con khỉ                    | l          | n           | [l]        | [n]         | thấp  |               |
| ว | ว แหวน     | wo wẻn                 | cái nhẫn                   | w          | –           | [w]        | –           | thấp  |               |
| ศ | ศ ศาลา     | xỏ xả-la               | cái chòi                   | s          | t           | [s]        | [t̚]         | cao   |               |
| ษ | ษ ฤๅษี      | xỏ rư-xỉ               | thầy tu                    | s          | t           | [s]        | [t̚]         | cao   |               |
| ส | ส เสือ      | xỏ xửa                 | con hổ                     | s          | t           | [s]        | [t̚]         | cao   |               |
| ห | ห หีบ       | ho hịp                 | cái hộp, hòm               | h          | –           | [h]        | –           | cao   |               |
| ฬ | ฬ จุฬา      | lo chù-la              | con diều                   | l          | n           | [l]        | [n]         | thấp  |               |
| อ | อ อ่าง      | o àng                  | cái chậu                   | –          | –           | [ʔ]        | –           | trung |               |
| ฮ | ฮ นกฮูก     | ho nóc hục             | con cú                     | h          | –           | [h]        | –           | thấp  |               |
| Ghi chú: 1. ^ Nét cong dưới chữ cái ญ được lược bỏ khi có chữ cái khác đi kèm, ví dụ: ญ + ◌ู = ญู 2. ^ Tương tự ญ, ฐ + ◌ู = ฐู 3. ^ Khi ย đứng cuối cùng một âm, nó thường là một phần của nguyên âm trong âm đó. Ví dụ: mai (หมาย, [maːj˩˥]), muai (หมวย, [muaj˩˥]), roi (โรย, [roːj˧]), thui (ทุย, [tʰuj˧]). Ngoại lệ, trong một số trường hợp ย không phải một phần của nguyên âm mà là một phụ âm cuối, ví dụ: phinyo (ภิยโย, [pʰĩn˧.joː˧]). 4. ^ Khi ว đứng cuối cùng một âm, nó luôn luôn là một phần của nguyên âm trong âm đó. Ví dụ: hio (หิว, [hiw˩˥]), kao (กาว, [kaːw˧]), klua (กลัว, [kluːa˧]), reo (เร็ว, [rew˧]). 5. ^ Đây là bán âm đóng vai trò như phụ âm khi các từ không có phụ âm đầu (khi phiên âm chữ Việt) để xác định tổ âm, thanh âm của từ. Trong một số trường hợp, อ trở thành phụ âm câm khi đứng đầu một âm bắt đầu bằng nguyên âm, không bao giờ đứng cuối từ |            |                        |                            |            |             |            |             |       |               |

### Nguyên âm
Vị trí của ký tự phụ âm được đánh dấu bằng một vòng tròn: ◌.
| Ký tự                                        | Tên gọi    | Tên gọi                                 | Kết hợp tạo thành chữ                                                                              |
| Ký tự                                        | Tiếng Thái | RTGS                                    | Kết hợp tạo thành chữ                                                                              |
| -------------------------------------------- | ---------- | --------------------------------------- | -------------------------------------------------------------------------------------------------- |
| ะ                                            | วิสรรชนีย์    | Wisanchani (từ tiếng Phạn: visarjanīya) | ◌ะ; ◌ัวะ; เ◌ะ; เ◌อะ; เ◌าะ; เ◌ียะ; เ◌ือะ; แ◌ะ; โ◌ะ                                                     |
| ◌ั                                            | ไม้หันอากาศ  | Mái han a-kat                           | ◌ั◌; ◌ัว; ◌ัวะ                                                                                        |
| ◌็                                            | ไม้ไต่คู้      | Mái tai khu                             | ◌็; ◌็อ◌; เ◌็◌; แ◌็◌                                                                                   |
| า                                            | ลากข้าง     | Lak khang                               | ◌า; ◌า◌; ำ; เ◌า; เ◌าะ                                                                              |
| ◌ิ                                            | พินทุอิ       | Phinthu i                               | ◌ิ; เ◌ิ◌; ◌ี; ◌ี◌; เ◌ีย; เ◌ียะ; ◌ื◌; ◌ือ; เ◌ือ; เ◌ือะ                                                        |
| ◌̍                                            | ฝนทอง      | Fon thong                               | ◌ี; ◌ี◌; เ◌ีย; เ◌ียะ                                                                                   |
| ◌̎                                            | ฟันหนู       | Fan nu                                  | ◌ื◌; ◌ือ; เ◌ือ; เ◌ือะ                                                                                  |
| ◌ํ                                            | นิคหิต       | Nikkhahit                               | ◌ึ; ◌ึ◌; ◌ำ                                                                                          |
| ◌ุ                                            | ตีนเหยียด    | Tin yiat                                | ◌ุ; ◌ุ◌                                                                                              |
| ◌ู                                            | ตีนคู้        | Tin khu                                 | ◌ู; ◌ู◌                                                                                              |
| เ                                            | ไม้หน้า      | Mái na                                  | เ◌; เ◌◌; เ◌็◌; เ◌อ; เ◌อ◌; เ◌อะ; เ◌า; เ◌าะ; เ◌ิ◌; เ◌ีย; เ◌ีย◌; เ◌ียะ; เ◌ือ; เ◌ือ◌; เ◌ือะ; แ◌; แ◌◌; แ◌็◌; แ◌ะ |
| โ                                            | ไม้โอ       | Mái o                                   | โ◌; โ◌◌; โ◌ะ                                                                                       |
| ใ                                            | ไม้ม้วน      | Mái muôn                                | ใ◌                                                                                                 |
| ไ                                            | ไม้มลาย     | Mái malai                               | ไ◌                                                                                                 |
| อ                                            | ตัว อ       | Tua o                                   | ◌อ; ◌็อ◌; ◌ือ; เ◌อ; เ◌อ◌; เ◌อะ; เ◌ือ; เ◌ือะ                                                            |
| ย                                            | ตัว ย       | Tua yo                                  | เ◌ีย; เ◌ีย◌; เ◌ียะ                                                                                    |
| ว                                            | ตัว ว       | Tua wo                                  | ◌ัว; ◌ัวะ                                                                                            |
| ฤ                                            | ตัว ฤ       | Tua rue                                 | ฤ                                                                                                  |
| ฤๅ                                           | ตัว ฤๅ      | Tua rue                                 | ฤๅ                                                                                                 |
| ฦ                                            | ตัว ฦ       | Tua lue                                 | ฦ                                                                                                  |
| ฦๅ                                           | ตัว ฦๅ      | Tua lue                                 | ฦๅ                                                                                                 |
| Ghi chú: 1. ^ Luôn đi kèm với phinthu i (◌ิ). |            |                                         | |

### Thanh điệu
| Kí hiệu | Tên            | Âm thấp | Âm cao |
| ------- | -------------- | ------- | ------ |
| ◌       | mái sả măn     | 1       | 4      |
| ◌–่      | mái ệk         | 2       | 5      |
| ◌–้      | mái thô        | 3       | 6      |
| ◌–๊      | mái tri        | 2       | 5      |
| ◌–๋      | mái chặt-ta-wa | 3       | 6      |

## Unicode
| Bảng Unicode chữ Thái Official Unicode Consortium code chart: Thai Version 13.0 |   |   |   |   |   |   |   |   |   |   |   |   |   |   |   |   |
|                                                                                 | 0 | 1 | 2 | 3 | 4 | 5 | 6 | 7 | 8 | 9 | A | B | C | D | E | F |
| U+0E0x                                                                          |   | ก | ข | ฃ | ค | ฅ | ฆ | ง | จ | ฉ | ช | ซ | ฌ | ญ | ฎ | ฏ |
| U+0E1x                                                                          | ฐ | ฑ | ฒ | ณ | ด | ต | ถ | ท | ธ | น | บ | ป | ผ | ฝ | พ | ฟ |
| U+0E2x                                                                          | ภ | ม | ย | ร | ฤ | ล | ฦ | ว | ศ | ษ | ส | ห | ฬ | อ | ฮ | ฯ |
| U+0E3x                                                                          | ะ | ั  | า | ำ | ิ  | ี  | ึ  | ื  | ุ  | ู  | ฺ  |   |   |   |   | ฿ |
| U+0E4x                                                                          | เ | แ | โ | ใ | ไ | ๅ | ๆ | ็  | ่  | ้  | ๊  | ๋  | ์  | ํ  | ๎  | ๏ |
| U+0E5x                                                                          | ๐ | ๑ | ๒ | ๓ | ๔ | ๕ | ๖ | ๗ | ๘ | ๙ | ๚ | ๛ |   |   |   |   |
| U+0E6x                                                                          |   |   |   |   |   |   |   |   |   |   |   |   |   |   |   |   |
| U+0E7x                                                                          |   |   |   |   |   |   |   |   |   |   |   |   |   |   |   |   |